# 准周期函数
在數學上准周期函数（Quasiperiodic function）是指一個函數有類似週期函數的性質，但不滿足嚴格的周期函数。更準確的說法，一函數為{\displaystyle f}為 准周期函数，且有准周期{\displaystyle \omega }若{\displaystyle f(z+\omega )=g(z,f(z))}
其中{\displaystyle g}是一個比{\displaystyle f}簡單的函數，注意此處的「簡單」是一個模糊的概念。

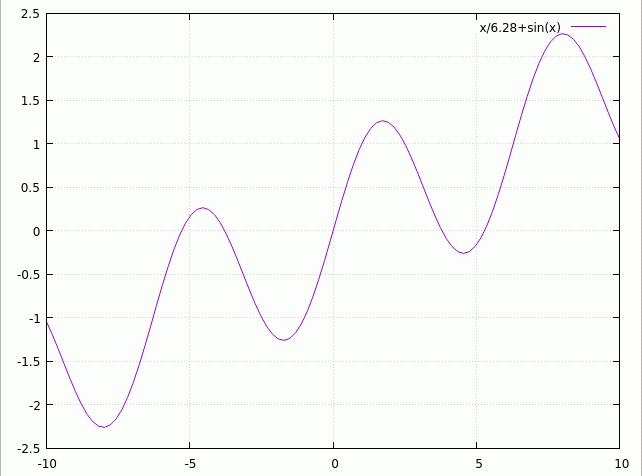
函數f(x)=x/2π+sin(x)滿足f(x+2π)=f(x)+1，因此是算術準週期函數

一個簡單的例子（有些稱為算術準週期）為其函數滿足下式；
{\displaystyle f(z+\omega )=f(z)+C}
另一個的例子（有些稱為幾何準週期）為其函數滿足下式；
{\displaystyle f(z+\omega )=Cf(z)}
以下是Θ函數
{\displaystyle \vartheta (z+\tau ;\tau )=e^{-2\pi iz-\pi i\tau }\vartheta (z;\tau ),}
針對固定的τ，其准周期即為τ，此函數也有另一個週期1。另一個例子是魏尔施特拉斯Σ函數，有二個獨立的准周期，也就是對應魏爾斯特拉斯橢圓函數的週期。
符合以下泛函方程式的函數
{\displaystyle f(z+\omega )=f(z)+az+b\ }
也是準週期函數，例如針對定值η的魏尔施特拉斯Ζ函數
{\displaystyle \zeta (z+\omega )=\zeta (z)+\eta \ }
其中ω為對應魏爾斯特拉斯橢圓函數的週期。
若{\displaystyle f(z+\omega )=f(z)\ }，則f稱為週期函數，其週期為ω。.

## 準週期信號
在音響處理中的準週期信號（Quasiperiodic signals）不是上述定義的准周期函数，而是那些有概周期函數（almost periodic functions）特性的信號，因此無法用數學上的準週期性性質來處理這類的信號。
一個常見的例子為以下函數：
{\displaystyle f(z)=\sin(Az)+\sin(Bz)}
若比值A/B為有理數，此函數有真正的週期，但若A/B是無理數，此函數沒有週期，但有漸漸越來越準確的「概周期」。

## 外部連結
- Quasiperiodic function at PlanetMath